# Jérémie (série télévisée)
Pour les articles homonymes, voir Jérémie (homonymie).
 (octobre 2015).
Si vous disposez d'ouvrages ou d'articles de référence ou si vous connaissez des sites web de qualité traitant du thème abordé ici, merci de compléter l'article en donnant les références utiles à sa vérifiabilité et en les liant à la section « Notes et références ».
Jérémie est une série télévisée jeunesse québécoise en 90 épisodes de 23 minutes créée par Marie-Hélène Lapierre et Kristine Metz diffusée entre le 26 août 2015 et le 12 décembre 2019 sur VRAK.

## Synopsis
Jérémie déménage dans un petit village du Québec; elle y devient sauveteuse à la plage du Domaine du Lac et rencontre Olivier, Maxime, Raphaëlle, Thomas et Camille. Ce qu'ils ne savent pas, c'est que Jérémie cache un lourd secret. Ces six sauveteurs vivront des aventures pleines d'émotions, mais resteront toujours aussi soudés.

## Distribution

### Acteurs principaux[3]
- Karelle Tremblay : Jérémie Archambault (saison 1 à Épisode 2 saison 4)
- Antoine L'Écuyer : Olivier
- Claudia Bouvette : Raphaëlle Parker
- Pierre-Luc Lafontaine : Thomas St-Mars
- Lou-Pascal Tremblay : Maxime Castonguay
- Stéphanie Arav-Clocchiatti : Camille Desjardins-Bouchard
- Mikhail Ahooja : Gregory Dumontier[4]
- Catherine St-Laurent : Rose

### Acteurs récurrents
- Patrick Labbé : Mathieu
- Jean-Nicolas Verreault : Philippe
- Camille Felton : Élisabeth
- Rosalie Bonenfant : Alexandra
- Kalinka Pétrie : Fannie
- Darragh Flamand : Benjamin
- Félix-Antoine Duval : Anthony
- Myriam Leblanc : Anne
- Pierre-Paul Alain : Félix-Antoine
- Iannicko N'Doua : Marc
- Marianne Fortier : Alexia
- Noémie O'Farrell : Justine[5]
- Catherine Proulx-Lemay : Brigitte
- David Savard : Elliot Durant
- Aliocha Schneider : Nick[6]

## Fiche technique
- Titre original : Jérémie
- Société de production : Zone 3
- Sociétés de distribution (pour la télévision) : VRAK
- Produit par : Zone 3[7]
- Productrices : Mélanie Lamothe (saison 1), Diane England (saisons 2 et 3)
- Producteurs exécutifs : Michel Bissonnette, André Larin, Vincent Leduc, Brigitte Lemonde
- Créateurs : Marie-Hélène Lapierre & Kristine Metz
- Réalisateurs : François Bouvier, François Gingras, Yannick Savard, Yan England
- Assistante à la réalisation :
- Scénaristes : Marie-Hélène Lapierre, Kristine Metz, Geneviève Simard, Philippe Gendron[8]
- Musique originale : Kandle (Demon)[9]
- Pays d’origine :  Canada
- Langue : Français québécois
- Genre : Dramatique
- Durée : 22 minutes et 22 secondes

## Épisodes

### Première saison (2015-2016)
Diffusée sur VRAK du 26 août 2015 au 30 mars 2016.
| №  | #  | Titre original       | Scénaristes                                              | Réalisateur      | Première diffusion |
| -- | -- | -------------------- | -------------------------------------------------------- | ---------------- | ------------------ |
| 1  | 1  | L'Arrivée            | Marie-Hélène Lapierre & Kristine Metz                    | François Bouvier | 26 août 2015       |
| 2  | 2  | Le Coloc             | Marie-Hélène Lapierre & Kristine Metz                    | François Bouvier | 2 septembre 2015   |
| 3  | 3  | La Famille           | Marie-Hélène Lapierre & Kristine Metz                    | François Bouvier | 9 septembre 2015   |
| 4  | 4  | Le Début             | Marie-Hélène Lapierre & Kristine Metz                    | François Bouvier | 16 septembre 2015  |
| 5  | 5  | Le Camping           | Marie-Hélène Lapierre & Kristine Metz                    | François Bouvier | 23 septembre 2015  |
| 6  | 6  | Le Retour            | Marie-Hélène Lapierre & Kristine Metz                    | François Bouvier | 30 septembre 2015  |
| 7  | 7  | L'Amie               | Marie-Hélène Lapierre & Kristine Metz                    | François Bouvier | 7 octobre 2015     |
| 8  | 8  | La Chaîne            | Marie-Hélène Lapierre & Kristine Metz                    | François Bouvier | 14 octobre 2015    |
| 9  | 9  | Le ''Je t'aime''     | Marie-Hélène Lapierre & Kristine Metz                    | François Bouvier | 21 octobre 2015    |
| 10 | 10 | La Nuit              | Marie-Hélène Lapierre & Kristine Metz                    | François Bouvier | 28 octobre 2015    |
| 11 | 11 | La Fin               | Marie-Hélène Lapierre & Kristine Metz                    | François Bouvier | 4 novembre 2015    |
| 12 | 12 | La Mère              | Marie-Hélène Lapierre & Kristine Metz                    | François Bouvier | 11 novembre 2015   |
| 13 | 13 | La Question          | Marie-Hélène Lapierre & Kristine Metz                    | François Bouvier | 18 novembre 2015   |
| 14 | 14 | La Réponse           | Marie-Hélène Lapierre & Kristine Metz                    | François Bouvier | 6 janvier 2016     |
| 15 | 15 | Le BBQ               | Marie-Hélène Lapierre & Kristine Metz & Philippe Gendron | François Bouvier | 13 janvier 2016    |
| 16 | 16 | La Guitare           | Marie-Hélène Lapierre & Kristine Metz                    | François Bouvier | 20 janvier 2016    |
| 17 | 17 | L'Accident           | Marie-Hélène Lapierre & Kristine Metz                    | François Bouvier | 27 janvier 2016    |
| 18 | 18 | La Photo             | Marie-Hélène Lapierre & Kristine Metz                    |                  | 3 février 2016     |
| 19 | 19 | La Vérité            | Marie-Hélène Lapierre & Kristine Metz                    |                  | 10 février 2016    |
| 20 | 20 | Le Triathlon         | Marie-Hélène Lapierre & Kristine Metz & Philippe Gendron |                  | 17 février 2016    |
| 21 | 21 | Le Mensonge          | Marie-Hélène Lapierre & Kristine Metz                    |                  | 24 février 2016    |
| 22 | 22 | Le Avant et le Après | Marie-Hélène Lapierre & Kristine Metz                    |                  | 2 mars 2016        |
| 23 | 23 | L'Intervention       |                                                          |                  | 9 mars 2016        |
| 24 | 24 | L'Annonce            |                                                          |                  | 16 mars 2016       |
| 25 | 25 | Le Dernier Jour      |                                                          |                  | 23 mars 2016       |
| 26 | 26 | L'Automne            |                                                          |                  | 30 mars 2016       |

### Deuxième saison (2016-2017)
Diffusée sur VRAK depuis le 13 septembre 2016.
| №  | #  | Titre original                      | Scénaristes | Réalisateur | Première diffusion |
| -- | -- | ----------------------------------- | ----------- | ----------- | ------------------ |
| 27 | 1  | On était bien en voyage             |             |             | 13 septembre 2016  |
| 28 | 2  | Oli c'est Oli                       |             |             | 20 septembre 2016  |
| 29 | 3  | Je suis ta fille                    |             |             | 27 septembre 2016  |
| 30 | 4  | Je ne veux pas te forcer            |             |             | 4 octobre 2016     |
| 31 | 5  | Comment je fais ça?                 |             |             | 11 octobre 2016    |
| 32 | 6  | J'ai-tu l'air de jouer au tennis?   |             |             | 18 octobre 2016    |
| 33 | 7  | Y'a rien qui presse                 |             |             | 25 octobre 2016    |
| 34 | 8  | Tu ressembles tellement à ma mère   |             |             | 1er novembre 2016  |
| 35 | 9  | Ce que je veux                      |             |             | 8 novembre 2016    |
| 36 | 10 | Tu peux pas tout avoir              |             |             | 15 novembre 2016   |
| 37 | 11 | On s'en va                          |             |             | 22 novembre 2016   |
| 38 | 12 | Dis-moi que c'est tout dans ma tête |             |             | 29 novembre 2016   |
| 39 | 13 | T'as un peu couru après             |             |             | 6 décembre 2016    |
| 40 | 14 | L'Erreur de notre été               |             |             | 13 décembre 2016   |
| 41 | 15 | Point d'interrogation!              |             |             | 20 décembre 2016   |
| 42 | 16 | Team Max contre team Oli            |             |             | 27 décembre 2016   |
| 43 | 17 | J'vais t'attendre                   |             |             | 3 janvier 2017     |

### Troisième saison (2017)
Elle a été diffusée à partir du 5 septembre 2017.
1. Pis Raph?
2. J'peux t'aider?
3. Tu sortais avec ma demi-sœur
4. Qu'est-ce que tu me dis pas ?
5. Parce que je t'aime!
6. T'es parfaite
7. Whatever
8. Même la salade goûte pus rien
9. Il marche, c'est un miracle !
10. Arrête
11. J'ai pas envie de ton overdose de fruits
12. Les Personnes incroyables
13. T'as raison
14. Ça pourrait m'arriver à moi aussi…
15. Awaille!
16. J'veux pas que ça arrive
17. Ça va me manquer

### Quatrième saison (2018)
Elle a été diffusée à partir du 6 septembre 2018.
1. Arke
2. Du bist mein croissant
3. Pire qu'hier
4. C'est correct
5. J'peux faire mieux ?!
6. Arnaud
7. Comme tu veux
8. On t'aime Oli, bla bla bla
9. Sûre?
10. Bing Badabing
11. Merci
12. Ce qui convient
13. Es-tu correcte ?
14. Goûter bon et prévenir le cholera
15. A+

### Cinquième saison (2019)
Elle a été diffusée du 5 septembre au 12 décembre 2019.
1. That's It
2. Toi pis les geais bleus
3. Un cœur
4. Pas du pied d'athlète
5. Maxime aime les comédies romantiques
6. La Tarte au citron
7. Surprise !
8. On se texte
9. Va-t-en !
10. Le monde aime ça les tartes.
11. Ça ma rappelé Jérémie
12. Wow… bravo !
13. T'es forte ma blonde
14. Cherche pas d'explications
15. À Jérémie !

## Récompenses
- 2017 – Prix Gémeaux de la meilleure émission ou série jeunesse – 13 à 17 ans : Diane England[11]
- 2016 – Prix Gémeaux du meilleur rôle de soutien masculin : jeunesse, Lou-Pascal Tremblay[12]